# Conotalis nigrisquamalis
Conotalis nigrisquamalis là một loài bướm đêm trong họ Crambidae.